# Gunnar Berndtson

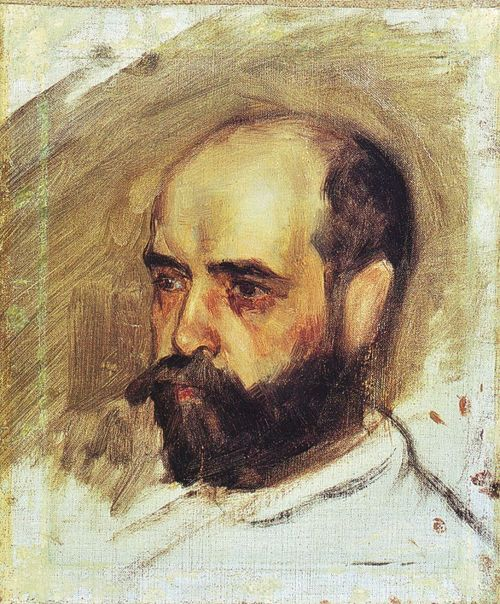
Gunnar Berndtson, zelfportret, 1891

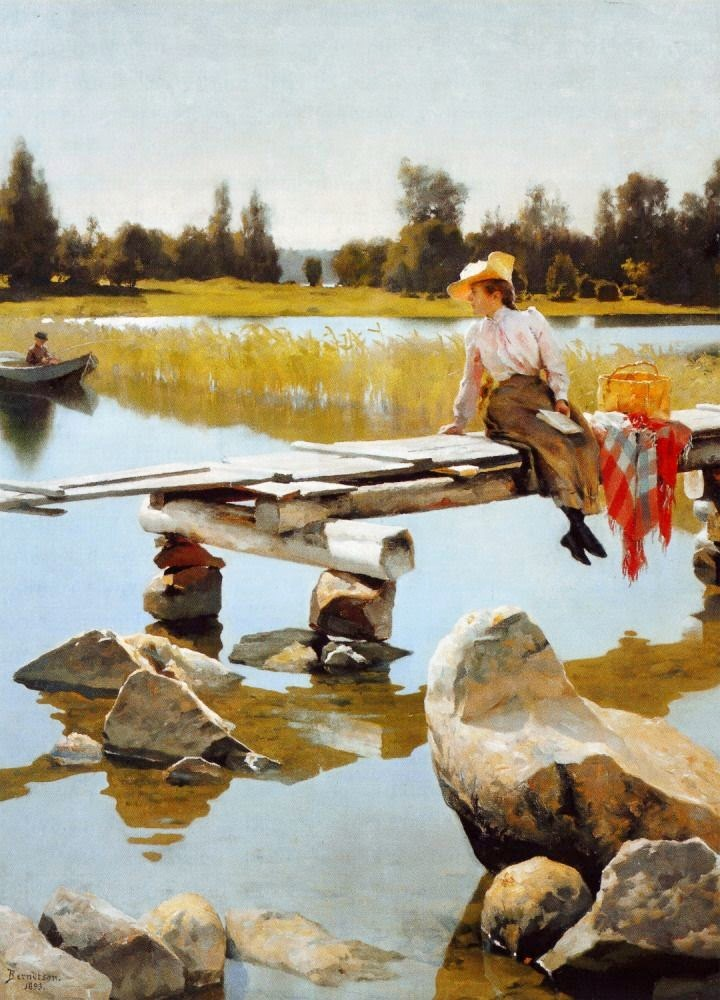
Zomer, 1893

Gunnar Berndtson (Helsinki, 24 oktober 1854 - aldaar, 9 april 1895) was een Fins kunstschilder en illustrator. Hij maakte veel genrewerken en portretten in een academische stijl, met invloeden van het impressionisme.

## Leven en werk
Berndtson startte zijn studies in 1869 aan de Finse academie voor Schone Kunsten te Helsinki, onder Adolf von Becker. Van 1872 tot 1875 bezocht hij er de tekenschool van de Finse Universiteit. Ook kreeg hij privé-onderricht. In 1876 kreeg hij een studiebeurs en vertrok naar Parijs, waar hij verder studeerde aan de École nationale supérieure des beaux-arts onder Jean-Léon Gérôme, die hem sterk beïnvloedde. Ook de gedetailleerde schilderijen van Jean-Louis-Ernest Meissonier, wiens werk hij zag in het Louvre, maakte grote indruk op hem. 
Berndtson zou ook zelf altijd veel waarde blijven hechten aan accuraatheid en technische perfectie, onder andere in de weergave van stoffen en kleding. Bekendheid verwierf hij met zijn genreschilderijen, vooral elegante interieurs en landelijke taferelen, maar hij maakte ook veel portretten. Hij werkte hoofdzakelijk in een academische stijl, maar zijn werk vertoont ook invloeden van het impressionisme. In 1879 exposeerde hij zijn schilderij 'Kunstliefhebbers' in de Parijse salon.

#### Zomer
Berndtsons reputatie in Finland werd enigszins overschaduwd door tijdgenoten die qua thematiek inspeelden op het sterke gevoel van nationalisme eind negentiende eeuw. Zelf had hij de neiging om vooral de mooie kanten van het Finse leven te laten zien. Goed voorbeeld is zijn schilderij Zomer (1893), waarin hij op geromantiseerde wijze het zonnige Finse landschap combineert met het leven van de gegoede burgerij, in een tijd toen de meeste Finnen een zeer armelijk bestaan leidden. Zomer toont ook Berndtsons oog voor detail, onder meer in de stenen onder het wateroppervlak, de weerspiegeling van het licht in het water en de levensecht weergegeven kleding van de lezende vrouw, die wordt opgeschrikt door het geluid van een boot.
Berndtson was getrouwd met de adellijke Hedvig Olga Beatrice, maar was haar regelmatig ontrouw met zijn jonge modellen en leerlingen. Hij overleed in 1895, veertig jaar oud, ten gevolge van syfilis. Zijn werk is thans te zien in alle belangrijke Finse musea, waaronder het Ateneum in Helsinki.

## Galerij

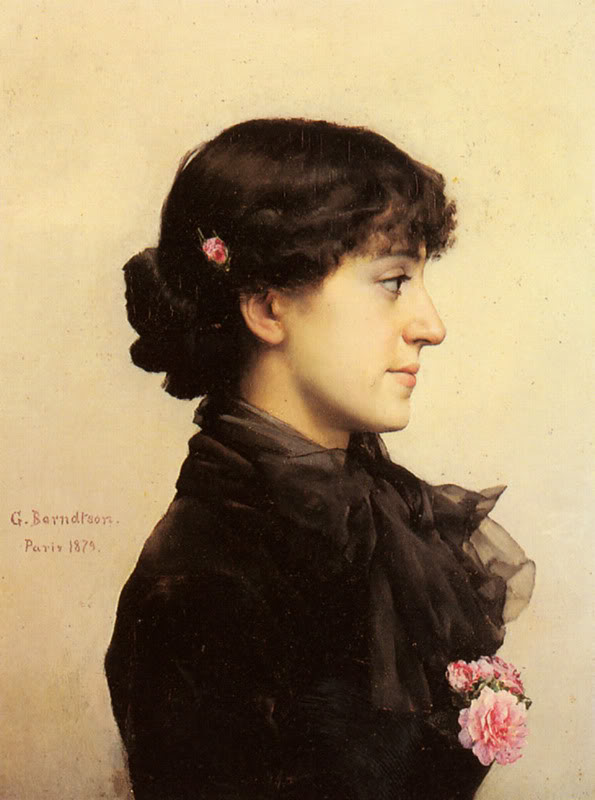
Een dame in zwart met roze rozen
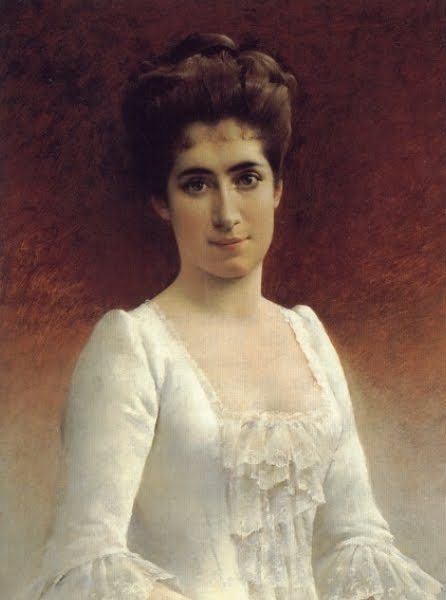
Jonge vrouw in witte jurk
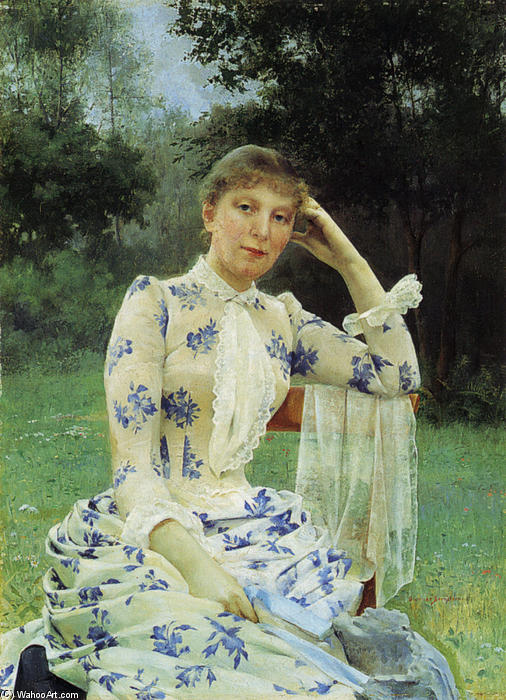
Eva Aminoffin Muotokuva
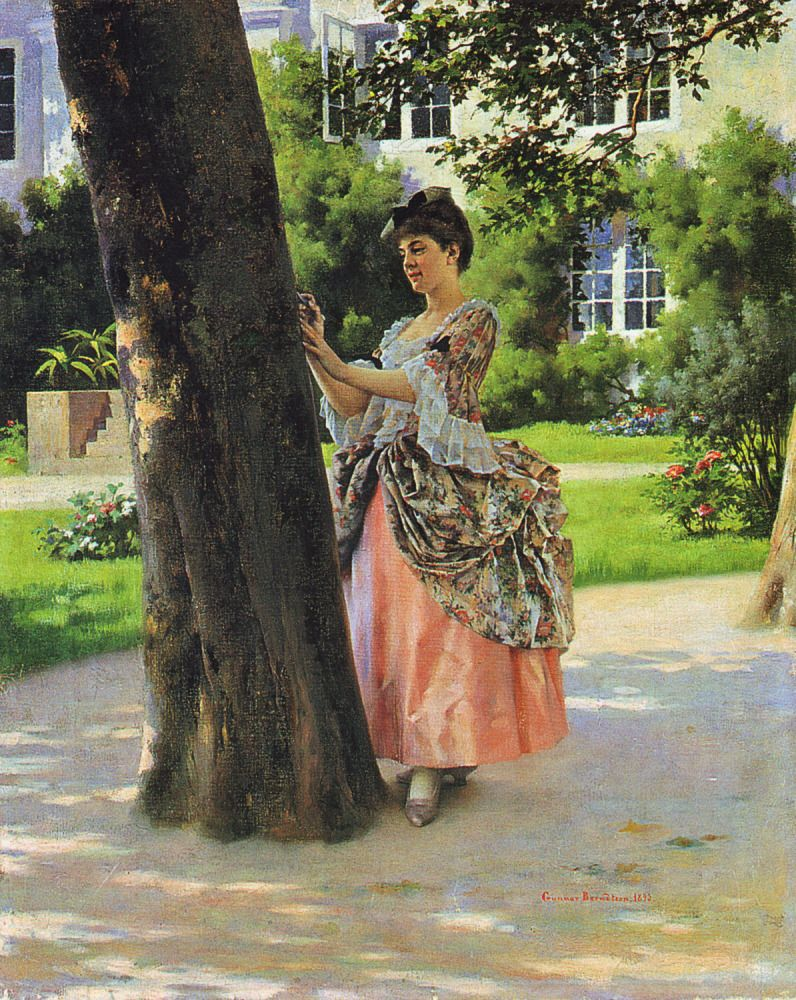
Zijn naam
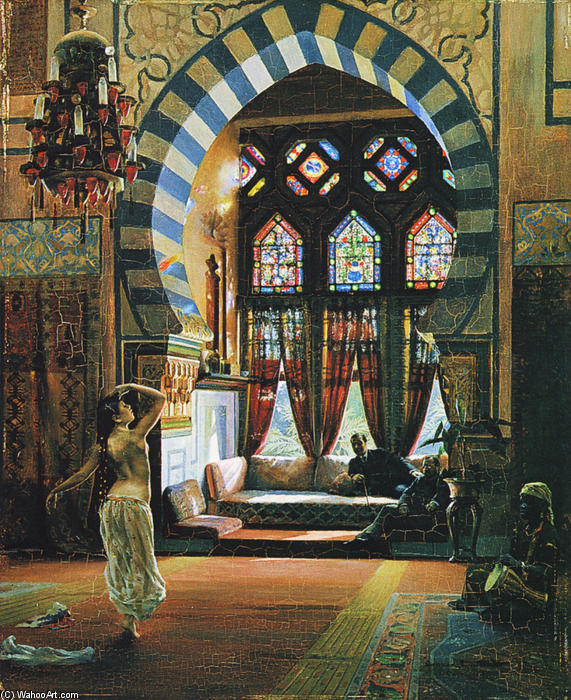
Egyptische dans
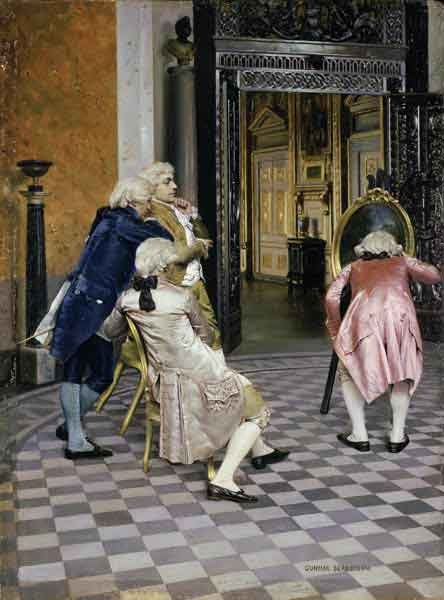
Kunstkenners
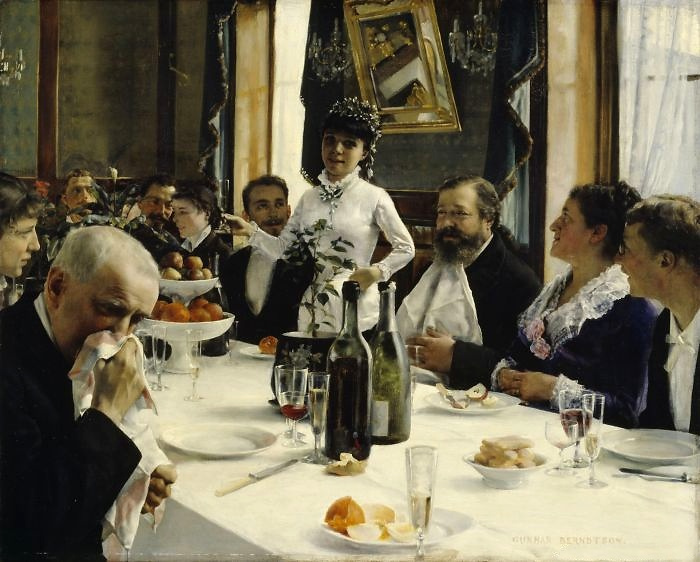
Het lied van de bruid
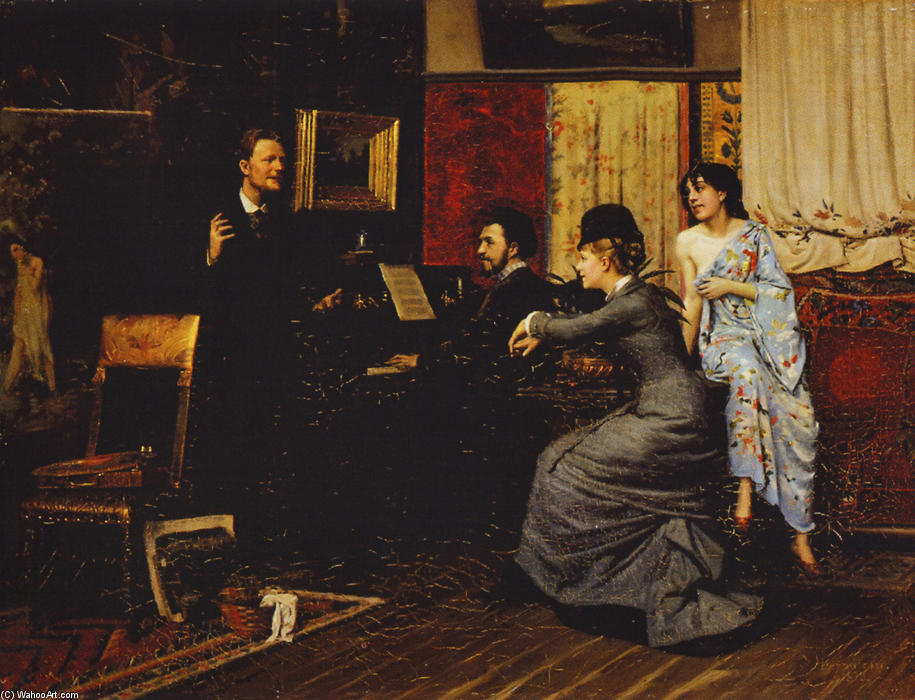
Kamermuziek